# Gergely Prőhle

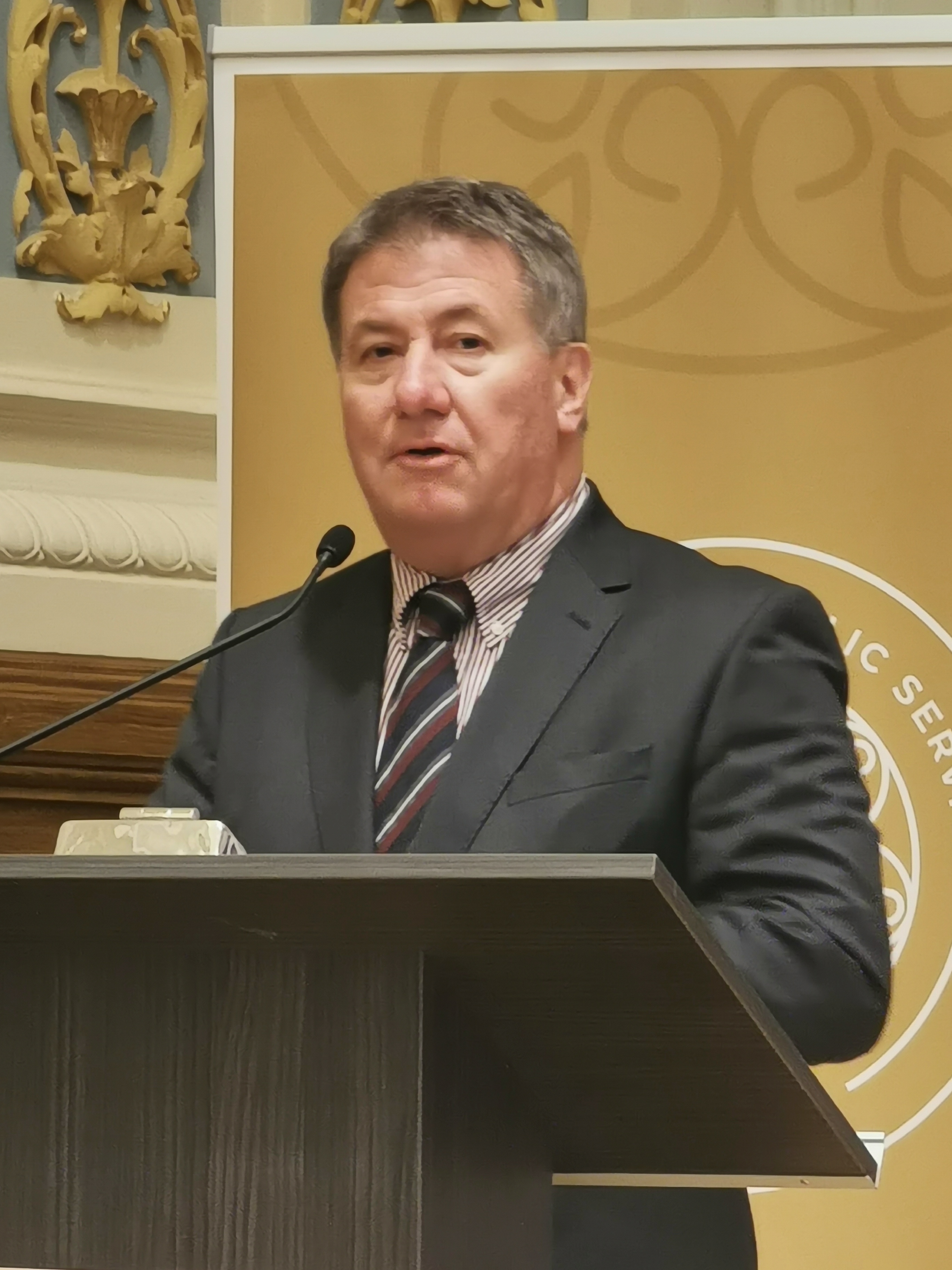
Gergely Prőhle

Gergely Prőhle (* 26. Juni 1965 in Budapest) ist ein ungarischer Politiker und Diplomat.

## Leben
Die Familie Prőhle war mehrere Generationen zuvor aus Deutschland nach Ungarn eingewandert. Er ist der Urenkel des Theologen Heinrich Friedrich Wilhelm Pröhle. Ab seinem sechsten Lebensjahr lernte er Deutsch.
Von 1986 an studierte Prőhle an der Universität Hamburg Germanistik. In seiner Diplomarbeit befasste er sich mit deutschen Romanen der 1970er Jahre. Er studierte außerdem Internationale Beziehungen und war dann als Staatssekretär im ungarischen Kultusministerium tätig. In dieser Funktion betreute er die Frankfurter Buchmesse im Jahr 1999, deren Schwerpunkt auf Ungarn lag. Prőhle war auch als Direktor der der deutschen FDP nahestehenden Friedrich-Naumann-Stiftung in Budapest tätig.
Im Sommer 2000 wurde er ungarischer Botschafter in Deutschland mit Sitz in Berlin. Das Amt hatte er bis Dezember 2002 inne. Von 2003 bis 2005 war er Botschafter in der Schweiz.
Es folgte ein Einsatz als stellvertretender Leiter der Pressestelle des ungarischen Außenministeriums. Im Juni 2010 wurde er Staatssekretär im Außenministerium und war zuständig für die Beziehungen zu Staaten der Europäischen Union. 2014 wurde er Staatssekretär im Ministerium für Gesellschaftliche Ressourcen. Auch dort war er für EU- und internationale Angelegenheiten zuständig. Er trat häufiger in deutschsprachigen Medien auf und vertrat dort Positionen der ungarischen Regierung von Viktor Orbán.
Seit 1. Januar 2017 war er der Direktor des Petőfi-Literaturmuseums in Budapest. Nach wochenlangen Angriffen in einem der Regierung nahe stehenden Blatt wurde sein Dienstverhältnis „im gegenseitigen Einvernehmen“ zum 1. November 2018 aufgelöst.
Prőhle ist seit 2006 Landeskurator (weltlicher Kirchenleiter) der Evangelisch-Lutherischen Kirche in Ungarn. Zudem ist er Direktor der Otto-von-Habsburg-Stiftung, die den Nachlass des Europapolitikers und Sohn des letzten Kaisers von Österreich und Königs von Ungarn verwaltet.

## Werke
- Ungarn auf dem Weg in die Europäische Union. 2001.